# Военно-морские силы Грузии
Вое́нно-морски́е си́лы Гру́зии (груз. საქართველოს სამხედრო საზღვაო ძალები) — один из видов вооружённых сил Грузии, существовавший с 1991 по 2009 годы. В настоящее время ВМС Грузии как отдельного рода войск не существует. После больших потерь, понесённых в ходе войны в Грузии, в 2009 году был упразднён, а оставшиеся корабли переведены в состав береговой охраны. Тем самым Грузия стала единственной страной Черноморского бассейна, не имеющей своих ВМС.

## История
Военно-морские силы Грузии были созданы в начале 1990-х годов.
В 1996 году была создана береговая охрана.
В феврале 1998 года из Греции был получен патрульный корабль типа «DILOS», вошедший в состав военно-морских сил Грузии под наименованием «Иверия». В сентябре 1999 года из Греции был получен ещё один патрульный корабль типа «DILOS», вошедший в состав военно-морских сил Грузии под наименованием «Местия». В июле 2002 года во время визита в Грецию заместитель министра обороны Грузии и представители министерства обороны Греции подписали протокол «О реорганизации ВМС Грузии», в соответствии с которым Греция обязалась произвести ремонт кораблей «Иверия» и «Местия» и обучить 20 технических специалистов и военнослужащих военно-морских сил Грузии.
В период с начала 1998 года до декабря 2004 года США предоставили Грузии пять крупных и пять малых кораблей, приняли участие в строительстве радиолокационной станции, а также ежегодно выделяли 1,1 млн долларов на ремонт и модернизацию кораблей ВМС Грузии.
В 2000—2001 гг. в рамках военно-технического сотрудничества Грузии с Украиной на ремонтных судоверфях Украины был произведён ремонт четырёх кораблей грузинского флота (первый корабль был сдан грузинской стороне в конце 2000 года, ещё два — в начале 2001 года).
С 1 сентября 2003 года корабельный состав ВМС был переведён на контрактный принцип комплектования.
По состоянию на 2004 год, в составе ВМС Грузии насчитывалось до 2 тыс. человек и 30 судов, в том числе: два ракетных катера «Диоскурия» (класс Combattante II) и «Тбилиси» (проект 206МР «Вихрь»), два десантных катера проекта 106К «Выдра» (подарены Болгарией), три сторожевых катера проекта 1400М «Гриф», 4-5 катера проекта 1398Б «Аист» и 15-20 патрульных катеров разных типов.
В 2006 году численность военно-морских сил Грузии составляла 2 тыс. человек, на вооружении имелось 22 малых кораблей и патрульных катеров.
В 2008 году, по данным министерства обороны Грузии, численность ВМC составляла 892 человека (в том числе 178 офицеров, 405 подофицеров, 119 матросов и 42 гражданских лиц).
В июне 2008 года из Турции был получен скоростной патрульный катер проекта MRTP 33 (Kaan 33) постройки турецкой верфи «Yonca-Onuk», вооружённый 25-мм пушкой. Катер получил название P-24 «Сухуми» и поступил на вооружение береговой охраны.
В ходе войны в Грузии военно-морским силам Грузии был нанесён серьёзный ущерб. 10 августа 2008 года, в ходе морского боя с Черноморским Флотом РФ, были потоплены два корабля ВМС Грузии: гидрографический сейнер «Гантиади» и ДНК 82 проекта «Ярославец», несколько других были потоплены российским десантом в порту Поти. Всего в ходе войны было уничтожено 11 кораблей ВМС Грузии. Кроме того, 15 скоростных катеров «Sea Doo» и десантных пластиково-надувных катеров «Black Shark» были захвачены российскими войсками в качестве трофеев в порту Поти.
В результате в 2009 году военно-морские силы Грузии как отдельный род войск были упразднены, а личный состав, инфраструктура и оставшиеся в строю корабли были переданы в состав Береговой охраны МВД Грузии. В общей сложности, в состав береговой охраны были переданы 7 кораблей и катеров:
- 3 сторожевых катера (№ 201 «Иверия», № 202 «Кутаиси», № 203 «Местиа»)
- 2 малых десантных корабля (№ 001 «Гурия» и № 002 «Атия»)
- 2 десантных катера

В июле 2009 года из Турции был получен ещё один скоростной патрульный катер (класс «Kaan 20 Interceptor»), поступивший на вооружение береговой охраны.
В ноябре 2010 года США выделили Грузии 2 млн долларов на ремонт и модернизацию трёх кораблей береговой охраны.
По состоянию на 2011 год, в составе департамента береговой охраны пограничной полиции Грузии насчитывалось 495 человек личного состава, 1 патрульный корабль, 1 десантный катер и 16 патрульных катеров.
5 июня 2012 года США передали Грузии два патрульных катера, прошедших ремонт и модернизацию на американские средства: катер Р-102 «Цотне Дадиани» американского производства (тип «Point») и Р-109 «Фазис» советского производства (проекта 1400).
30 сентября 2016 года Береговая охрана Грузии получила снятые с вооружения Береговой охраны США катера WPB1340 «Джефферсон Айленд» (Jefferson Island) и WPB1345 «Стейтен Айленд» (Staten Island), эксплуатировавшиеся около 23 лет. Американское правительство также профинансировало 10-недельную подготовку двух грузинских экипажей для этих катеров.

## Общая численность и организационная структура

### Базы ВМС Грузии
- ВМБ Поти (главная, штаб ВМС).
- ВМБ Батуми.
- пост береговой охраны в Анаклиа (Зугдидский район) — построен при помощи США, включает в себя пункт управления БОХР; РЛС обнаружения морских целей (стоимость станции около 540 тыс. долларов США) и трансформаторную подстанцию[18];
- пост береговой охраны в Чакви — построен при помощи США, включает в себя РЛС (стоимость станции около 600 тыс. долларов США)[18];
- пост береговой охраны в Гонио — введен в строй в январе 2009 года, построен при помощи США, включает в себя РЛС обнаружения морских целей (стоимость станции около 500 тыс. долларов США)[18].

### Состав ВМС Грузии (1992—2008 гг.)
| Класс                   | Тип                | Бортовой номер         | Наименование           | В составе флота     | Примечания |
| ----------------------- | ------------------ | ---------------------- | ---------------------- | ------------------- | --- |
| Артиллерийский катер    | Проект 205П        | 301 («Георгий Торели») | Батуми                 | с 1998 г.           | Бывший «ПСКР-629», подарен Украиной. Долгое время находился на ремонте в Балаклаве. Окончательно выведен из состава ВМС и продан на слом в 2006 г.                                   |
| Ракетный катер          | Проект 206МР       | 302                    | Тбилиси                | с 30 июня 1996 г.   | Бывший катер «Конотоп» ВМС Украины. Подарен Грузии, уничтожен 13-14 августа 2008 г. российской армией в порту Поти. В 2009 году был куплен гражданином Турции по имени Джем Аидемир. |
| Ракетный катер          | La Combattante II  | 303                    | Диоскурия              | с 22 апреля 2004 г. | Подарен Грецией. Уничтожен 13-14 августа 2008 г. российской армией в порту Поти. В 2009 году был куплен гражданином Турции по имени Джем Аидемир.                                    |
| Сторожевой катер        | проект 360         | 101                    | Цхалтубо               | с 1992 г.           | Уничтожен 13-14 августа 2008 г. российской армией в порту Поти. В 2009 году был куплен гражданином Турции по имени Джем Аидемир.                                                     |
| Артиллерийский катер    | Проект 368ТП       | 102                    | Акмета                 | с 1992 г.           | Разоружён, оставлен на слипе в Поти |
| Сторожевой катер        | DILOS              | 201                    | Иверия                 | с февраля 1998 г.   | Бывший спасательный катер P-267 «Дилос» ВМС Греции. Подарен Грецией. Был уведён экипажем в Батуми в августе 2008 г.                                                                  |
| Сторожевой катер        | тип AB-25 («Тюрк») | 202                    | Кутаиси (бывший AB-30) | с 5 декабря 1998 г. | Подарен Турцией. Был уведён экипажем в Батуми в августе 2008 г. |
| Сторожевой катер        | DILOS              | 203                    | Местиа                 | с сентября 1999 г.  | Бывший спасательный катер P-269 «Линдос» ВМС Греции. Подарен Грецией. Был уведён экипажем в Батуми в августе 2008 г.                                                                 |
| Малый десантный корабль | Проект 106К        | 001                    | Гурия                  | с 6 июля 2001 г.    | Подарен Болгарией. Был уведён экипажем в Батуми в августе 2008 г. |
| Малый десантный корабль | Проект 106К        | 002                    | Атия                   | с 6 июля 2001 г.    | Подарен Болгарией. Был уведён экипажем в Батуми в августе 2008 г. |
| Десантный катер         | проект 1176        |                        | МDK-01                 | с 1992 г.           | |
| Десантный катер         | проект 1176        |                        | МDK-02                 | с 1992 г.           | |
| Патрульный корабль      | Сейнер             | 016                    | Гантиади               | с 1992 г.           | Выведен из строя ВМС Грузии и переоснащён в гидрографическое судно. Потоплен МРК «Мираж» 10 августа 2008 года у побережья Абхазии                                                    |
| Сторожевой катер        | проект 371У        | 04                     | Гали (2)               | с 1992 г.           | Разоружён и поставлен на слип в Поти, где был подорван 13-14 августа 2008 г. российской армией                                                                                       |
| Малый катер             | Проект 1398 «Аист» | 10                     | не имеет               | с 1992 г.           | Подорван 13-14 августа 2008 г. российской армией на слипе в Поти |
| Малый катер             | Проект 1398 «Аист» | 12                     | не имеет               | с 1992 г.           | Подорван 13-14 августа 2008 г. российской армией на слипе в Поти |
| Малый катер             | Проект 1398 «Аист» | 14                     | не имеет               | с 1992 г.           | Подорван 13-14 августа 2008 г. российской армией на слипе в Поти |

### Список командующих
- Александр Джавахишвили (1991—1997)
- Отар Чхартишвили (1997—1998)
- Зураб Иремадзе (1998—2004)
- Заза Эрквания (2004—2005)
- Леван Бакрадзе (и.о. 2005)
- Коба Гурцкая (2005—2008)
- Бесик Шенгелия (2008—2009)

## Символика
- Один из проектов военно-морского флага Грузинской Демократической Республики.
- Один из проектов военно-морского флага Грузинской Демократической Республики.
- Один из проектов военно-морского флага Грузинской Демократической Республики.
- Флаг кораблей и судов ВМС Грузии 1997-2004
- Флаг кораблей и судов ВМС Грузии c 2004
- Флаг командующего ВМС 1997–2004 гг.

## Галерея
- Ракетный катер «Диоскурия», потопленный в ходе Пятидневной войны в 2008 году
- Патрульный катер
- Офицеры ВМС Грузии